# Veganuary
Der Begriff Veganuary (/viːˈɡæn.ju.ə.ri/, deutsch Veganuar) ist ein Kofferwort aus vegan und englisch january ‚Januar‘. Organisationen und Unternehmen animieren Menschen dazu, sich im Januar einen Monat lang vegan zu ernähren.
Gegründet wurde die Organisation Veganuary im Jahr 2014 in Großbritannien von Privatpersonen, um diesen Aktionsmonat allgemein bekannt zu machen und den Veganismus zu fördern.
In Deutschland warb die Organisation Veganuary erstmals 2019 für den Aktionsmonat. 2022 beteiligen sich mehr als 426 Unternehmen an der Aktion. Darunter auch alle großen deutschen Einzelhändler und Einzelhandelskonzerne (Edeka, Aldi, Lidl, Kaufland, Rewe, Penny).

## Produktangebote
Veganuary wird von diversen Supermarkt-Ketten unterstützt, welche für den veganen Januar vegane Produkte promoten oder eigens neue Produkte in ihr Programm aufnehmen. Im Jahr 2022 wurden 307 neue vegane Produkte sowie 301 vegane Gerichte und Menüs auf dem deutschen Markt eingeführt.

## Teilnehmerzahlen
Die Anzahl der Personen, die sich bei der so genannte Veganuary Challenge eingetragen haben, und damit die Absicht äußern, sich im Januar nur vegan zu ernähren, steigt seit Gründung der Initiative:
- 2015 – 12.800[6]
- 2016 – 23.000[7]
- 2017 – 50.000[8]
- 2018 – 168.000[9]
- 2019 – 250.000[10]
- 2020 – 400.000[11]
- 2021 – 582.538[12]
- 2022 – 629.000[13]
- 2023 – 706.965[14]